# Bauhinia tianlinensis
Bauhinia tianlinensis là một loài thực vật có hoa trong họ Đậu. Loài này được T.C. Chen & D.X. Zhang miêu tả khoa học đầu tiên năm 1998.